# Alessio Curci
Alessio Curci (sinh ngày 16 tháng 2 năm 2002) là một cầu thủ bóng đá người Luxembourg hiện đang thi đấu ở vị trí tiền đạo cho câu lạc bộ Francs Borains.

## Sự nghiệp thi đấu
Là một cầu thủ trẻ, Curci gia nhập lò đào tạo trẻ của Steinfort. Năm 2018, anh ta chuyển tới lò đào tạo trẻ Eintracht Trier sau khi nhận được lời mời của những lò đào tạo trẻ như Paris Saint Germain và A.C. Milan.
Năm 2020, anh ta gia nhập đội trẻ của câu lạc bộ Mainz 05 tại Bundesliga.
Vào ngày 27 tháng 7 năm 2023, Curci ký hợp đồng với câu lạc bộ Francs Borains tại Bỉ.

## Thống kê sự nghiệp

### Quốc tế
Tính đến 11 tháng 9 năm 2023
| Luxembourg | Luxembourg | Luxembourg |
| Năm        | Trận       | Bàn thắng  |
| ---------- | ---------- | ---------- |
| 2022       | 2          | 1          |
| 2023       | 5          | 0          |
| Tổng cộng  | 7          | 1          |

## Bàn thắng quốc tế
Tỷ số và kết quả liệt kê bàn thắng đầu tiên của Luxembourg, cột điểm cho biết điểm số sau mỗi bàn thắng của Curci.
| # | Thời gian            | Địa điểm                                              | Đối thủ | Ghi bàn | Kết quả | Giải đấu |
| - | -------------------- | ----------------------------------------------------- | ------- | ------- | ------- | -------- |
| 1 | 17 tháng 11 năm 2022 | Stade de Luxembourg, Thành phố Luxembourg, Luxembourg | Hungary | 2–2     | 2–2     | Giao hữu |